# وی۳۸۰ شکارچی

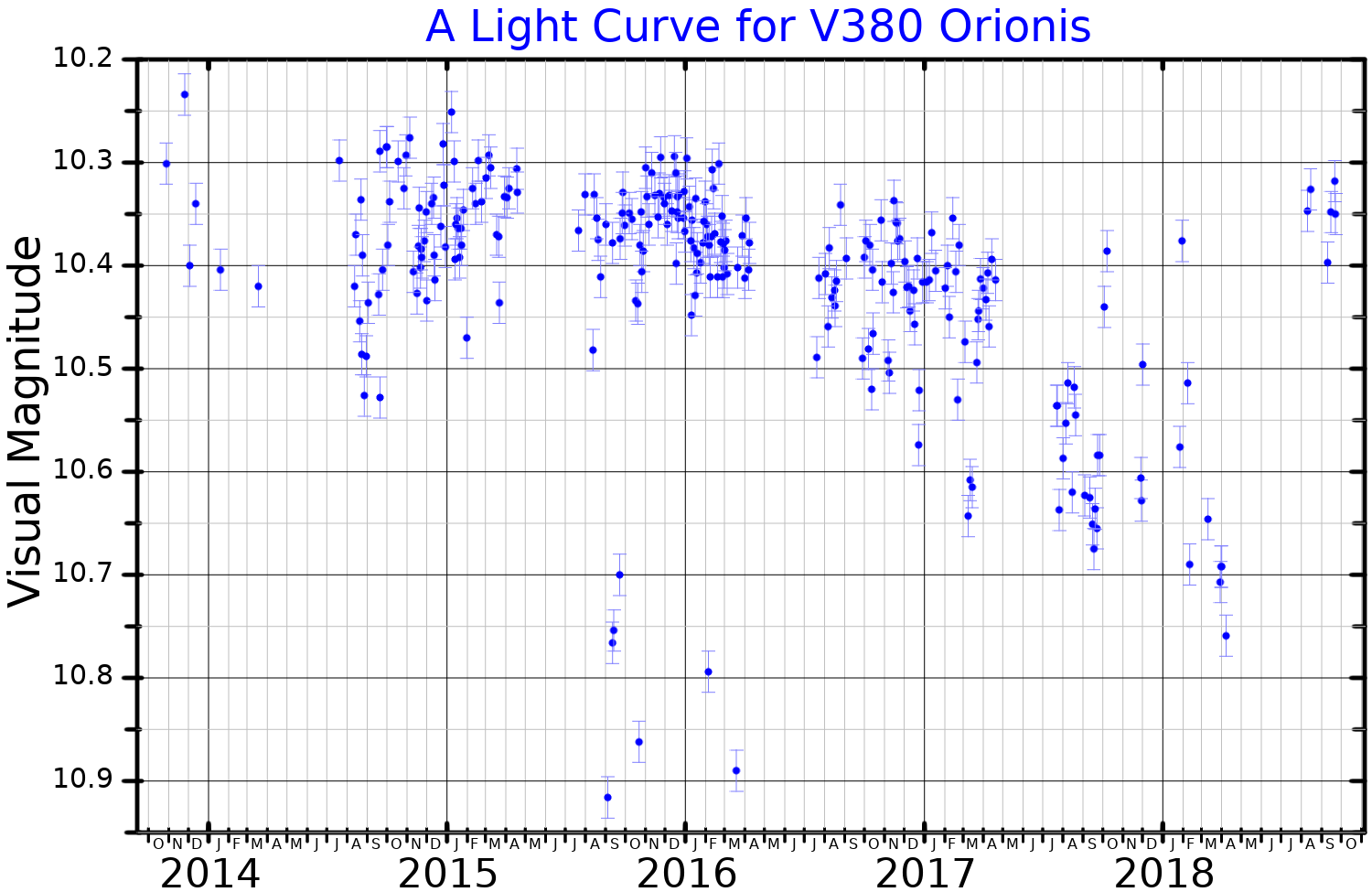
نمودار قدر ظاهری از سال ۲۰۱۴ تا سال ۲۰۱۸ میلادی برای ستاره وی۳۸۰ شکارچی

وی۳۸۰ شکارچی یک ستاره است که در صورت فلکی شکارچی قرار دارد.